# Lisân al-'Arab
Le Lisân al-ʿArab (en arabe : لسان العرب, littéralement la Langue des Arabes) est le dictionnaire encyclopédique de la langue arabe, qui englobe la lexicologie arabe depuis le IXe siècle. Ce lexique existe depuis le IXe siècle et sa rédaction semble avoir été achevée par Abul-Fadl Jamal ad-Din Muhammad Ibn Manzur (1232-1311) en 1290.